# Memoriał Alfreda Smoczyka 1978
XXVIII Memoriał Alfreda Smoczyka odbył się 3 września 1978 r. Wygrał po raz drugi Zenon Plech z Gdańska.

## Wyniki
- 3 września 1978 r. (niedziela), Stadion im. Alfreda Smoczyka (Leszno)
- Najlepszy czas dnia: Ryszard Fabiszewski – 71,60 sek. w 3 wyścigu

| Msc. | Zawodnik                 | Klub / Kraj           | Pkt |             |  |
| ---- | ------------------------ | --------------------- | --- | ----------- |  |
| 1    | (11) Zenon Plech         | Wybrzeże Gdańsk       | 14  | (2,3,3,3,3) |  |
| 2    | (13) Bolesław Proch      | Stal Gorzów Wlkp.     | 13  | (2,3,3,2,3) |  |
| 3    | (10) Ryszard Fabiszewski | Stal Gorzów Wlkp.     | 11  | (3,3,2,3,d) |  |
| 4    | (5) Mariusz Okoniewski   | Unia Leszno           | 10  | (3,2,3,t,2) |  |
| 5    | (14) Andrzej Huszcza     | Falubaz Zielona Góra  | 9   | (1,1,3,3,1) |  |
| 6    | (2) Istvan Sziraczky     | Węgry                 | 9   | (2,2,2,1,2) |  |
| 7    | (1) Andrzej Marynowski   | Wybrzeże Gdańsk       | 8   | (3,w,0,2,3) |  |
| 8    | (4) Bernard Jąder        | Unia Leszno           | 8   | (1,3,1,3,0) |  |
| 9    | (3) Ryszard Jany         | Sparta Wrocław        | 8   | (0,2,2,2,2) |  |
| 10   | (7) Henryk Olszak        | Falubaz Zielona Góra  | 6   | (2,1,0,0,3) |  |
| 11   | (12) Józef Jarmuła       | Włókniarz Częstochowa | 4   | (1,2,t,1,d) |  |
| 12   | (9) Dieter Tetzlaff      | NRD                   | 4   | (0,1,1,1,1) |  |
| 13   | (15) Wiesław Patynek     | Polonia Bydgoszcz     | 3   | (3,d,w,0,d) |  |
| 14   | (16) Robert Słaboń       | Sparta Wrocław        | 3   | (u,1,2,d,u) |  |
| 15   | (8) Janos Jakob          | Węgry                 | 3   | (1,0,0,0,2) |  |
| 16   | (6) Stanisław Turek      | Unia Leszno           | 0   | (u,-,-,-,-) |  |
|      | (R1) Ryszard Buśkiewicz  | Unia Leszno           | 4   | (0,1,2,1)   |  |
|      | (R2) Henryk Brodala      | Unia Leszno           | 2   | (1,1)       |  |
|      | (R3) Mieczysław Woźniak  | Stal Gorzów Wlkp.     | ns  |             |  |

## Bieg po biegu
1. (72,60) Marynowski, Sziraczky, B. Jąder, Jany
2. (73,00) M. Okoniewski, Olszak, Jakob, Turek (u)
3. (71,60) Fabiszewski, Plech, Jarmuła, Tetzlaff
4. (73,00) Patynek, Proch, Huszcza, Słaboń (u)
5. (72,20) Proch, M. Okoniewski, Tetzlaff, Marynowski
6. (73,40) Fabiszewski, Sziraczky, Huszcza, Buśkiewicz / Buśkiewicz za Turka
7. (75,00) Plech, Jany, Olszak, Patynek (d)
8. (74,60) B. Jąder, Jarmuła, Słaboń, Jakob
9. (74,00) Plech, Słaboń, Buśkiewicz, Marynowski / Buśkiewicz za Turka
10. (73,80) M. Okoniewski, Sziraczky, Brodala, Patynek (w), Jarmuła (t) / Brodala za Jarmułę
11. (73,40) Huszcza, Jany, Tetzlaff, Jakob
12. (72,20) Proch, Fabiszewski, B. Jąder, Olszak
13. (73,40) Huszcza, Marynowski, Jarmuła, Olszak
14. (71,80) Plech, Proch, Sziraczky, Jakob
15. (73,00) Fabiszewski, Jany, Brodala, Słaboń, M. Okoniewski (t) / Brodala za Okoniewskiego
16. (72,60) B. Jąder, Buśkiewicz, Tetzlaff, Patynek / Buśkiewicz za Turka
17. (73,00) Marynowski, Jakob, Patynek (d), Fabiszewski (d)
18. (73,30) Olszak, Sziraczky, Tetzlaff, Słaboń (u)
19. (72,40) Proch, Jany, Buśkiewicz, Jarmuła (d) / Buśkiewicz za Turka
20. (71,40) Plech, M. Okoniewski, Huszcza, B. Jąder

O Puchar Klubu Kibica
21. (73,80) Huszcza, Marynowski, M. Okoniewski, Olszak
O Puchar ZM ZSMP
22. (71,60) Proch, M. Okoniewski, Plech, Fabiszewski